# Komisariat Straży Celnej „Praszka”

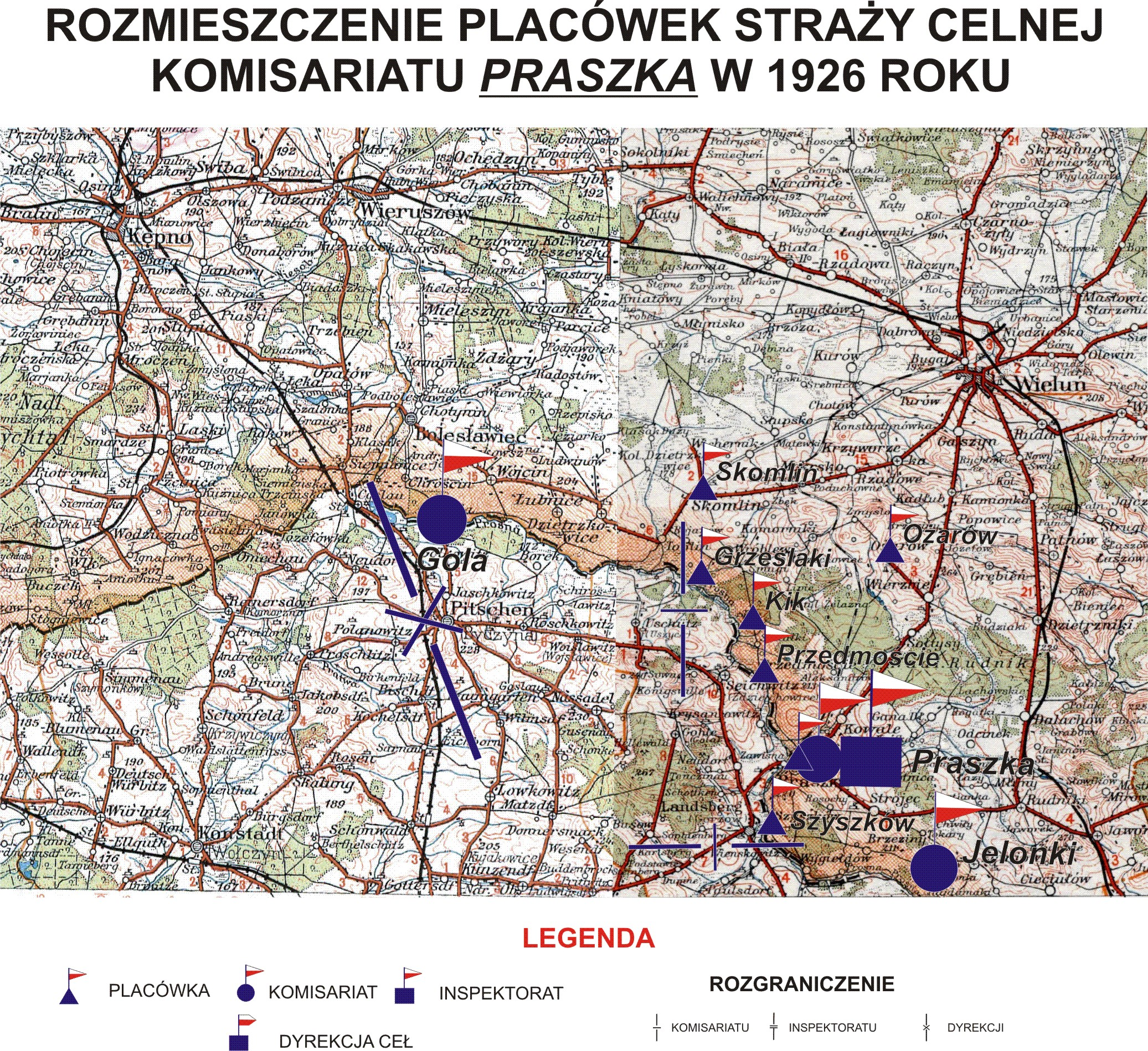
Rozmieszczenie placówek SC Komisariatu Praszka w 1926 r.

Komisariat Straży Celnej „Praszka” – jednostka organizacyjna Straży Celnej pełniąca służbę ochronną na granicy polsko-niemieckiej w latach 1921–1927.

## Formowanie i zmiany organizacyjne
Na wniosek Ministerstwa Skarbu, uchwałą z 10 marca 1920 roku, powołano do życia Straż Celną. Od połowy 1921 roku jednostki Straży Celnej rozpoczęły przejmowanie odcinków granicy od pododdziałów Batalionów Celnych. W 1921 roku w Praszce stacjonował sztab 2 kompanii 5 batalionu celnego. Kompania wystawiała między innymi placówkę w Kiku. Proces tworzenia Straży Celnej trwał do końca 1922 roku. Komisariat Straży Celnej „Praszka”, wraz ze swoimi placówkami granicznymi, wszedł w podporządkowanie Inspektoratu Straży Celnej „Praszka”.
W drugiej połowie 1927 roku przystąpiono do gruntownej reorganizacji Straży Celnej. W praktyce skutkowało to rozwiązaniem tej formacji granicznej. Rozporządzeniem Prezydenta Rzeczypospolitej Polskiej Ignacego Mościckiego z 22 marca 1928 roku w jej miejsce powoływano z dniem 2 kwietnia 1928 roku Straż Graniczną.
Rozkazem nr 3 z 25 kwietnia 1928 roku w sprawie organizacji Wielkopolskiego Inspektoratu Okręgowego dowódca Straży Granicznej gen. bryg. Stefan Pasławski powołał komisariat Straży Granicznej „Praszka”, który przejął ochronę granicy od rozwiązywanego komisariatu Straży Celnej.

## Służba graniczna
Sąsiednie komisariaty
- komisariat Straży Celnej „Gola”  ⇔ komisariat Straży Celnej „Jelonki” − 1926

## Funkcjonariusze komisariatu
kierownicy komisariatu
- komisarz Wacław Brzozowski (był w 1926)
- komisarz Jan Koszykiewicz (był w VIII 1927)[8]
- komisarz Wacław Michałowski (– V 1828) → kierownik komisariatu Lubliniec[9]

Obsada personalna w 1926:
- kierownik komisariatu – komisarz Wacław Brzozowski
- pomocnik kierownika komisariatu – starszy przodownik Władysław Swornawski

Oddział konny przy komisariacie
- strażnik Stanisław Kolewiński (340)
- strażnik Ksawery Radomski (850)
- strażnik Aleksander Grabowski (780)

## Struktura organizacyjna
Organizacja komisariatu w 1926 roku:
- komenda komisariatu – Praszka
- oddział konny „Praszka”
- placówka Straży Celnej  „Szyszkowo”[a]
- placówka Straży Celnej  „Praszka”
- placówka Straży Celnej  „Przedmoście”[b]
- placówka Straży Celnej  „Kik”
- placówka Straży Celnej  „Grześlaki”
- placówka Straży Celnej  II linii „Ożarów”[c]
- placówka Straży Celnej  II linii „Skomlin”